# Purma Bannerjee
Purma Bannerjee (Calcutta, 1897 - ?) was een Brits-Indisch atleet. Hij nam deel aan de Olympische Zomerspelen van 1920 in Antwerpen en was de vlaggendrager van zijn land tijdens de openingsceremonie.

## Biografie
Purma Bannerjee was een van de Brits-Indische deelnemers aan de Olympische Zomerspelen van 1920. Tijdens de openingsceremonie op 14 augustus 1920 was hij de vlaggendrager van Brits-Indië.
Binnen de discipline van de atletiek op deze Spelen nam hij deel aan het onderdelen van de 100 m en de 400 m. Op de 100 m werd hij in de eerste ronde uitgeschakeld nadat hij vijfde en laatste eindigde in zijn reeks. Bannerjee eindigde vierde en laatste in zijn reeks op de 400 m.

### Olympische Zomerspelen
| Jaar | Plaats    | Discipline | Onderdeel | Resultaat                  |
| ---- | --------- | ---------- | --------- | -------------------------- |
| 1920 | Antwerpen | Atletiek   | 100 m (m) | eerste ronde: 5e (reeks 2) |
| 1920 | Antwerpen | Atletiek   | 400 m (m) | eerste ronde: 4e (reeks 8) |